# 노 웨이 백 (1995년 영화)
《노 웨이 백》(영어: No Way Back)은 미국에서 제작된 프랭크 A. 커펠로 감독의 1995년 액션 스릴러 영화이다. 러셀 크로 등이 출연하였고, 아키 고미네 등이 제작에 참여하였다.

## 출연진
- 러셀 크로
- 헬렌 슬레이터
- 도요카와 에쓰시
- 마이클 러너
- 시마다 규사쿠
- 아이언 지어링
- 프랜스와 차우
- 켈리 후
- 앤드루 J. 퍼츨런드

## 기타 제작진
- 공동 제작: 마이클 레이히
- 라인 제작: 토머스 캘러브리즈
- 협력 제작: 돈 필립스
- 미술: 클라크 헌터
- 의상: 캐스린 와그너